# C/1889 O1 Davidson
La C/1889 O1 Davidson è una cometa non periodica scoperta il 19 luglio 1889 dall'astrofilo John Ewen Davidson, residente a Branscombe, Mackay (Queensland). La cometa fu visibile anche ad occhio nudo; il suo nucleo raggiunse la 5ª-6ª magnitudine e il 3 agosto 1889 apparve scisso in due frammenti .

## Particolarità orbitali
La cometa ha una piccola MOID con la Terra, 0,038 UA. Questo comporta che la cometa potrebbe essere il corpo progenitore di uno sciame meteorico con il picco del massimo centrato attorno all'8 luglio e con il radiante posizionato alle coordinate 4h 24m : di ascensione retta e -51,1° di declinazione (ossia a poco più di un grado dalla stella Gamma Doradus) e con velocità geocentrica di 40,17 km/s: considerato il lungo periodo di rivoluzione della cometa, è praticamente impossibile che si sia formato un toro meteorico sufficientemente denso da poter originare uno sciame meteorico osservabile.